# Scare Force One
Albums de Lordi
To Beast or Not to Beast
(2013) Monstereophonic (Theaterror vs. Demonarchy)
(2016)
Scare Force One est le septième album studio du groupe de hard rock Lordi, paru pour Halloween le 31 octobre 2014 (sauf en France où il n'est sorti que le 3 novembre 2014.).
Le premier single de l'album, Nailed By The Hammer Of Frankenstein, est sorti sur YouTube le 19 septembre 2014.

## Composition du groupe
- Mr. Lordi – chants
- Ox – basse
- Amen – guitare
- Mana – batterie
- Hella – claviers

## Liste des titres
1. SCG7: Arm Your Doors and Cross Check - 1:38.
2. Scare Force One - 4:57.
3. How to Slice a Whore - 2:47.
4. Hell Sent In the Clowns - 4:20.
5. House of Ghosts - 4:11.
6. Monster Is My Name - 3:34.
7. Cadaver Lover - 3:51.
8. Amen’s Lament to Ra II - 1:10.
9. Nailed By the Hammer of Frankenstein - 3:19.
10. The United Rocking Dead - 5:46.
11. She’s a Demon - 5:37.
12. Hella’s Kitchen - 1:10.
13. Sir, Mr. Presideath, Sir! - 4:23 (+ ETA) - 1:20.